# ایرانوسیکلا
ایرانوسیکلا (به انگلیسی: Iranocichla) یا سیکلیدهای ایرانی، یک سرده از ماهیان عضو خانواده سیکلید است که در آب‌های شیرین و آب‌های لب‌شور در جنوب ایران یافت می‌شود. این ماهی‌ها تنها سیکلیدهای بومی ایران هستند.

## گونه‌ها
در حال حاضر دو گونه توصیف شده در این سرده شناسایی شده‌اند. یک جمعیت دیگر نیز با قرابت نامشخص از حوضهٔ آبریز رود کر، جایی میان محدودهٔ زیست دو گونهٔ دیگر، گزارش شده‌اند.
- (سیکلید ایرانی)Iranocichla hormuzensis Coad، 1982
- Iranocichla persa Esmaeili , Seyadzadeh & Seehausen، 2016